# Martín de Beratúa

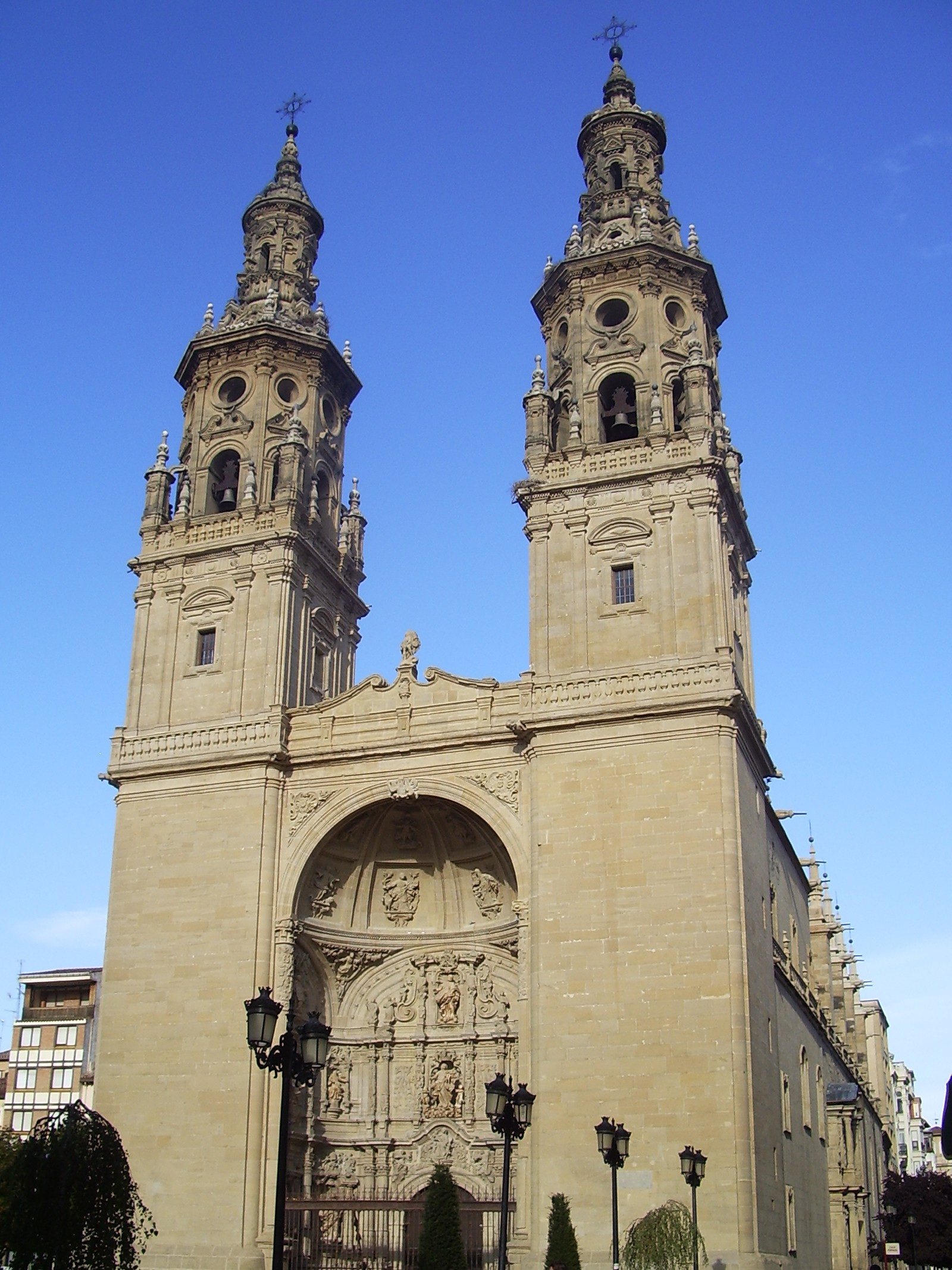
Fachada de Santa María la Redonda.

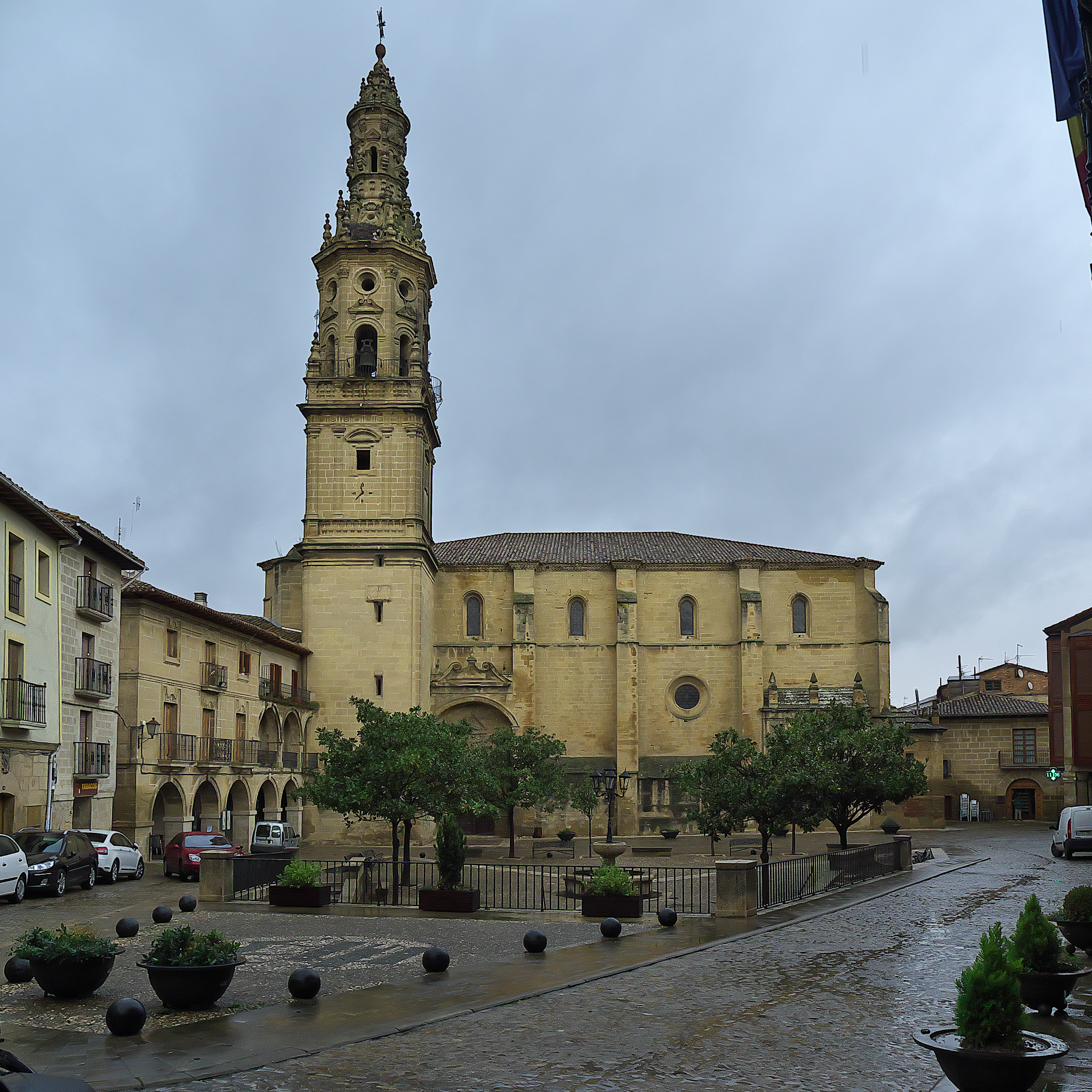
Iglesia de Nuestra Señora de la Asunción. Briones

Martín de Beratúa fue un arquitecto español que vivió en el siglo XVIII, natural de Abadiano (Vizcaya). 
A él se debe la torre barroca de la iglesia de Briones y la fachada occidental de Santa María la Redonda de Logroño, con dos torres (las Gemelas) y un gran nicho en medio de clara inspiración en la portada de Santa María de Viana. Su obra más representativa es la torre de la Catedral de Santo Domingo de la Calzada, con 69 metros de altura, que se construyó entre 1762 y 1769.
- Datos: Q6002971